# Bhikkhu

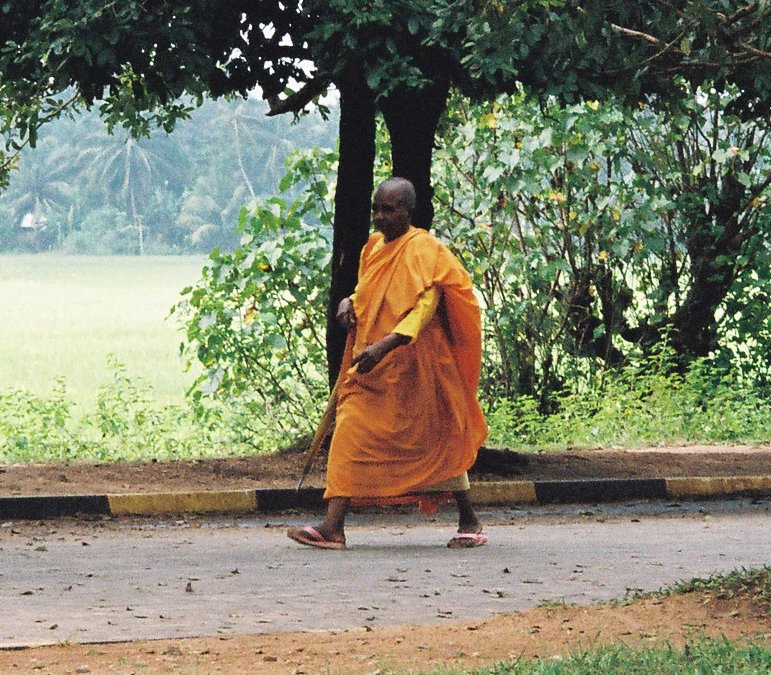
Buddhistický mnich na Srí Lance

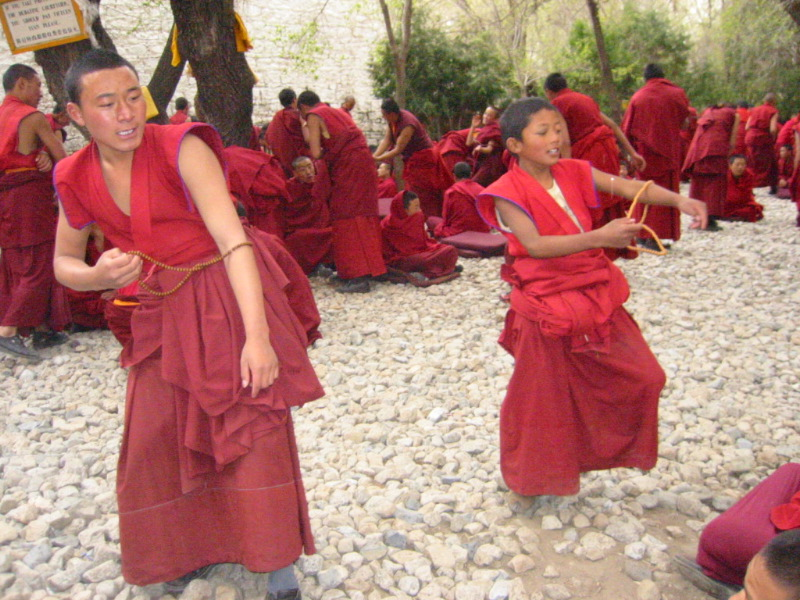
Tibetští mniši při tradiční klášterní debatě, při níž pomocí stylizovaných pohybů rukou a postojů zdůrazňují svá stanoviska.

V jazyce páli označuje slovo bhikkhu / bhikkhuní plně ordinovaného buddhistického mnicha / mnišku. Odpovídající sanskrtské termíny jsou bhikšu / bhikšuní. Ve starší literatuře se buddhističtí mniši označují také jako bonzové, toto slovo však nabylo hanlivého významu (jako označení bohorovných povýšenců) a dnes se v tomto smyslu nepoužívá.

## Definice
Výraz bhikkhu doslova znamená „žebrák“ nebo v širším významu „ten, co žije z almužen“. V pálijském komentáři Buddhaghósy je tento termín filologicky analyzován jako „ten, kdo vidí nebezpečí (v samsáře neboli v cyklu znovuzrozování)… a proto se stal mnichem, aby z ní byl vysvobozen“.
Při vstupu do buddhistické řádové komunity skládá bhikkhu slib a očekává se od něj, že bude dodržovat pravidla jednání, obsažená ve vinaji. V době Buddhově se toto pojmenování neomezovalo jen na členy sanghy, ale označovalo každého člověka, který odešel do bezdomoví, aby hledal duchovní cestu. Život všech buddhistických mnichů se řídí řadou pravidel zvaných prātimokṣa nebo pātimokkha. Jejich životní styl je formován tak, aby podporoval jejich duchovní praxi, a to žít jednoduchý a meditativní život a dosáhnout nirvány. Osoba mladší 20 let nemůže být vysvěcena jako bhikkhu nebo bhikkhuni, ale může být vysvěcena jako śrāmaṇera nebo śrāmaṇērī.

## Historie
Historický Buddha a buddhistický učitel, princ Siddhartha, opustil život v luxusu a vzdal se svého společenského postavení. Žil z vyžebraných almužen, což bylo součástí jeho životního stylu dle śramaṇy. Ti z jeho studentů, kteří brali buddhistické učení velmi vážně, si tento životní styl rovněž osvojili, vzdali se svého dosavadního života, pohodlí domova a veškerých potěšení, a pod princovým dohledem pokračovali ve studiu „na plný úvazek“. Tito studenti pak utvořili komunitu vysvěcených buddhistických mnichů, kteří celoročně putovali z města do města, kde žili z almužen. Na jednom místě se zdržovali pouze v měsících monzunové sezóny, tedy v období vassy, kdy se věnovali intenzivní meditaci.

## Oděv
Buddhističtí mniši jsou na první pohled rozpoznatelní podle typického šatu, který se vyznačuje jednoduchostí a praktičností a má ochránit tělo před nepříznivými povětrnostními a klimatickými podmínkami. Mniši si tento oděv sami vyrábějí z látky, kterou byli obdarováni. Barva róby je část podmíněna dostupností určitého barevného pigmentu v dané zeměpisné oblasti. V hmálajských oblastech, konkrétně v Tibetu, Kašmíru, Nepálu a Bhútánu, je k barvení rouch nejpoužívanější červený pigment. V Barmě se jedná o barvu červenohnědou; V Indii, na Srí Lance a v jihovýchodní Asii převládají různé odstíny žluté, okrové a oranžové. V Číně, Koreji, Japonsku a Vietnamu je běžná barva roucha šedá nebo černá. Odlišným barevný odstínem a zpracováním oděvu se navzájem rozlišují učitelé a studenti, napříč jednotlivými větvemi buddhismu a zeměpisnou oblastí je však základní vzhled rób jednotný.